# Union sportive de Saint-Pierre-des-Corps
L'Union sportive de Saint-Pierre-des-Corps est un club de football français situé à Saint-Pierre-des-Corps dans le département d'Indre-et-Loire en région Centre-Val de Loire.
L'USSP a joué deux saisons en Division 3 puis deux en Division 4 entre 1978 et 1982. Le club remporte le championnat de Division d'Honneur du Centre en 1978. Il évolue actuellement en Départemental 1.

## Palmarès
- Division d'Honneur (1)
  - Vainqueur en 1978

## Anciens joueurs
- Bruno Baronchelli y a fait ses premiers pas de footballeur, avant de rejoindre le centre de formation du FC Nantes en 1973.
- L'international français Mikaël Silvestre a débuté chez les jeunes de l'USSP avant de rejoindre le Stade Rennais.